# Frédéric Mathieu
Pour les articles homonymes, voir Mathieu.
Frédéric Mathieu, né le 6 novembre 1977 à Melun (Seine-et-Marne), est un homme politique français.
Membre de La France insoumise, il est élu député dans la première circonscription d'Ille-et-Vilaine lors des élections législatives de 2022 sous les couleurs de la NUPES,.

## Biographie

### Formation et débuts militants
Frédéric Mathieu est le fils d'un père gendarme et d'une mère infirmière originaire de la région parisienne. Né à Melun, en Seine-et-Marne, il arrive à Rennes à l’âge de 12 ans avec sa famille. Il étudie les sciences économiques à l'université Rennes-I.
Son activité militante débute dans les années 2000 au sein du Parti socialiste. Toutefois, il quitte le PS après le vote favorable des responsables du parti au traité de Lisbonne pour rejoindre le Parti de gauche cofondé par Jean-Luc Mélenchon, puis La France insoumise.
Cadre de la fonction publique au ministère des Armées, spécialisé dans le contrôle des marchés publics d'armement, il est également syndicaliste, adhérent de la CGT.

### Député
En 2022, il est candidat aux élections législatives, dans la première circonscription d'Ille-et-Vilaine, sous les couleurs de la NUPES. Il arrive en tête au premier tour avec 39,27 % des voix devant Hind Saoud (LREM - ENS), qu'il bat au second tour avec 52,62 % des voix. Élu député, il siège à la commission de la Défense nationale et des Forces armées.
Outre la défense du programme commun de la Nupes, il cite deux sujets sur lesquels il souhaite s'investir en particulier au sein du groupe LFI : « le premier, c’est le commerce des armes qui sont aujourd’hui traitées comme une marchandise comme les autres ce qui est une aberration en termes de stabilité géopolitique dans le monde. Le second sujet, c’est l’égalité femmes hommes dans le monde du travail où les femmes sont traitées comme des sous-travailleuses ». Il licencie son assistante parlementaire Bérénice Alaterre suite, selon lui à des témoignages venant de ses collaborateurs qui accusent Bérénice Alaterre de propos dégradants et sexualisants ; cette dernière porte alors plainte contre lui pour harcèlement moral.
Lors des élections législatives de 2024, La France insoumise refuse l'investiture à cinq « frondeurs » : Frédéric Mathieu, Danielle Simonnet, Raquel Garrido, Alexis Corbière et Hendrik Davi,. L'humoriste Guillaume Meurice récemment licencié de France Inter est approché par LFI pour le remplacer, mais face à son refus, c'est finalement Marie Mesmeur, candidate en 17e position sur la liste insoumise pour les élections européennes, qui reçoit l'investiture de LFI dans la première circonscription d'Ille-et-Vilaine. Frédéric Mathieu décide dans un premier temps de maintenir sa candidature, mais se retire finalement « faute de suppléant ».

## Détail des fonctions et des mandats
- Du 22 juin 2022 au 9 juin 2024 : député de la première circonscription d'Ille-et-Vilaine